# Loveland, Ohio
Loveland är en amerikansk stad i den sydvästra delen av Ohio, USA. Staden är uppkallad efter James Loveland och inkorporerades som en by den 12 maj 1876 och som en kommun 1961.

## Historik

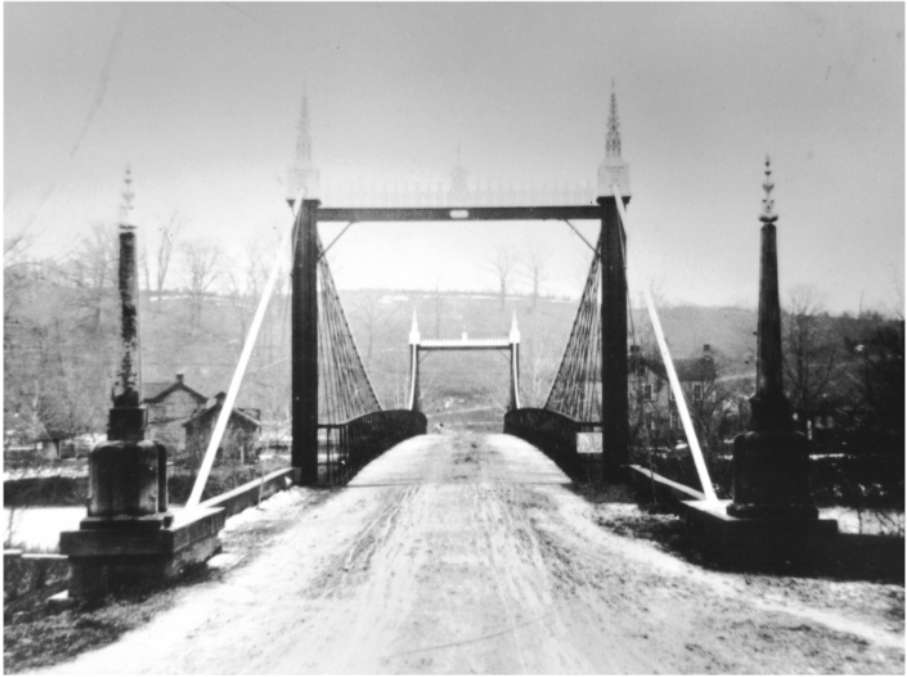
Loveland Bridge

Den ursprungliga bron Loveland Bridge, som gick över Lilla Miamifloden (Little Miami River) strax söder om Loveland. Bron spolades bort vid översvämningarna 1913 och ersattes med "Blue Bridge" 1922.

## Befolkningsutveckling
Staden har under 1900-talet och 2000-talet kontinuerligt ökat sin befolkning. År 2000 hade staden 11 677 invånare. 

## Kultur och rekreation

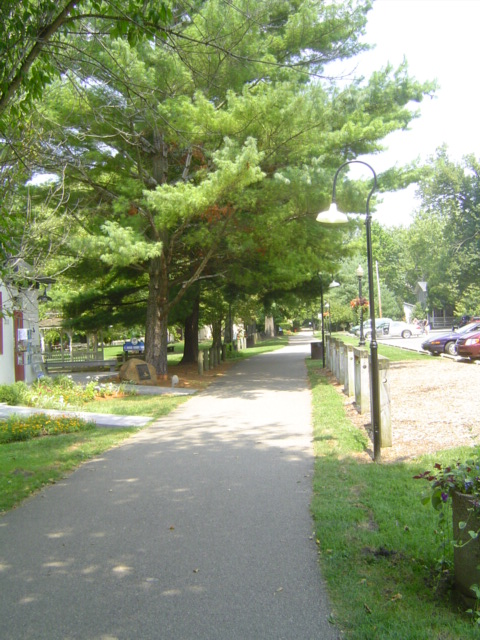
Loveland Bike Trail, ett cykelstråk i Loveland, Ohio

Att cykla längs Loveland Bike Trail och att paddla kanot längs Little Miami River är populärt sommartid. Loveland har också ett flertal stadsparker vilka underhålls av "!City of Loveland Recreation Commission". 

## Lokalpress
Staden har två tidningar, Loveland Magazine; The Loveland Herald och Loveland Living. 

## Kända personer från orten
Denna lista innehåller personer som under kortare eller längre tid bott i Loveland, Ohio:
- Wendy Barrie-Wilson, skådespelare
- Salmon P. Chase, jurist och politiker[6]
- Nancy Ford Cones, fotograf[7]
- Ann Donahue, TV-skribent[8]
- Matt Hamill, brottare och mixed martial arts-utövare
- Michael Silvester, italiensk basketspelare som tog OS-silver 1980 i Moskva[9]
- Jerry Springer, demokratisk borgmästare i Cincinnati och programledare för The Jerry Springer Show[10]